# Charles de Longrée

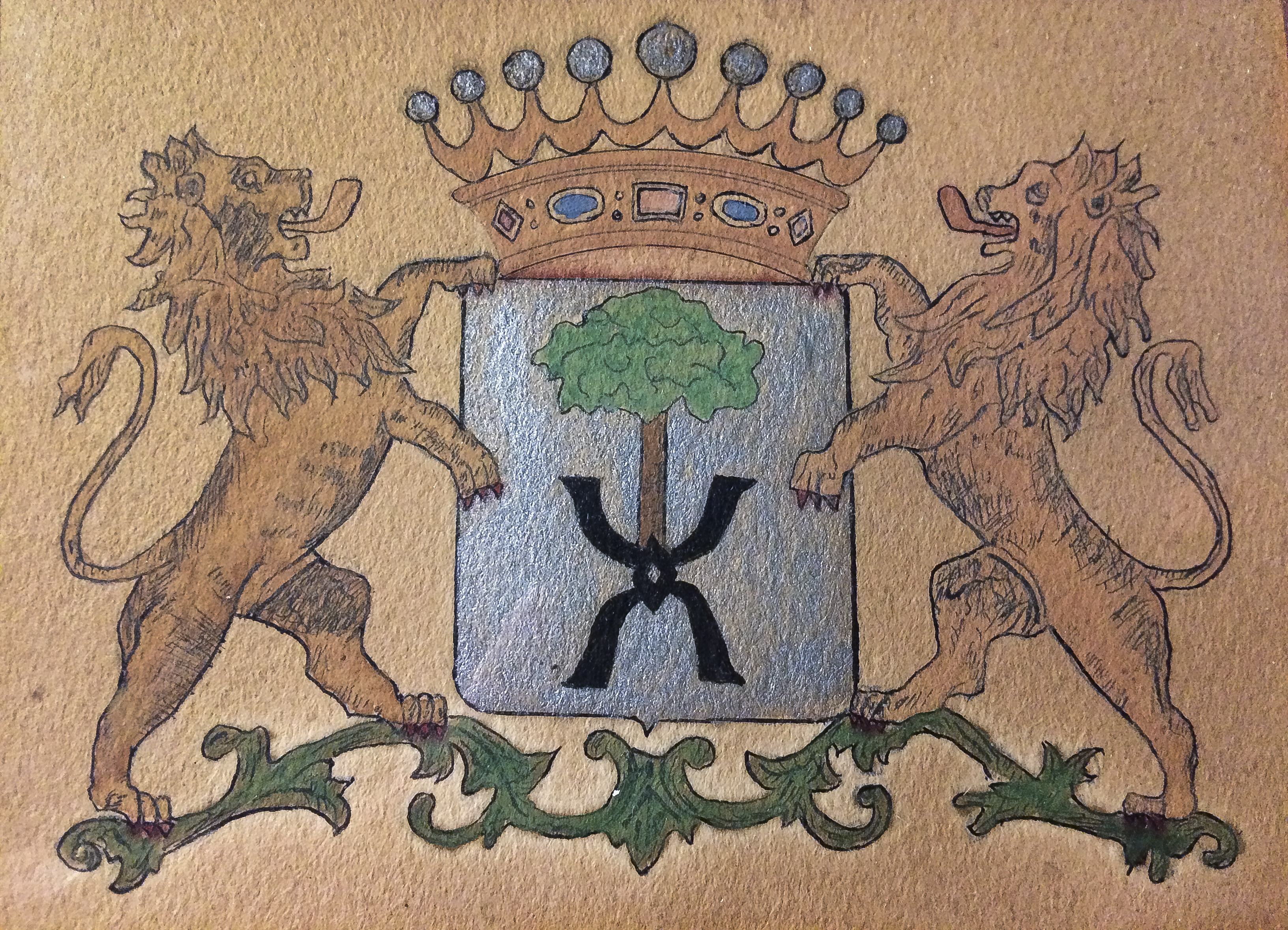
Wapen van de familie de Longrée

Charles Henri Joseph de Longrée (Fallais, 11 januari 1737 - Bois-et-Borsu, 29 juni 1818) behoorde tot een adellijke Zuid-Nederlandse familie.

## Biografie
Charles de Longrée was een telg uit het geslacht De Longrée en zoon van Gilles Longrée en Marie-Barbe Thiry. Hij promoveerde tot licentiaat in de rechten, werd advocaat, schepen van de soevereine rechtbank in Luik en raadsheer van de prins-bisschop.
In 1783 werd hem door keizer Jozef II erfelijke adel verleend met de titel ridder. In 1817, onder het Verenigd Koninkrijk der Nederlanden, werd hij, zes maanden voor zijn dood, erkend in de erfelijke adel, met de titel ridder overdraagbaar op alle mannelijke afstammelingen.
Hij trouwde in 1774 in Luik met Marie-Hélène de Macar (1748-1775) en trad in tweede huwelijk in 1776 in Luik met Marie-Jeanne de Bourguignon (1754-1790). Uit het eerste bed sproot een zoon, uit het tweede vier zoons en vier dochters, onder wie:
- Joséphine de Longrée (1781-1855), trouwde in 1803 in Seny met Arsène Fabri (1777-1851), burgemeester van Seny, arrondissementsraadslid van Hoei, lid van de Provinciale Staten van Luik en lid van de Tweede Kamer, met afstammelingen tot heden.
- Antoine de Longrée (1782-1871), procureur-generaal in het groothertogdom Luxemburg, trouwde in 1831 in Luik met Joséphine de Theux de Meylandt (1787-1848) en vervolgens in 1849 in Luik met Caroline de Lamberts-Cortenbach (1822-1906), dochter van Werner de Lamberts-Cortenbach, met afstammelingen tot heden.
- Nicolas de Longrée (1784-1875), volksvertegenwoordiger, met afstammelingen tot heden.
- Jacques de Longrée (1790-1859), advocaat en stafhouder in Luik en voorzitter van de provincieraad van Namen, trouwde in 1819 in Luik met Léopoldine Verdbois (1797-1868). Hun twee kinderen stierven heel jong.